# فلج تحلیلی
فلج تحلیلی (به انگلیسی: Analysis paralysis) به تحلیل بیش از حد شرایط یا فکر کردن بیش از اندازه به آن گفته می‌شود که در نهایت به گرفته نشدن هیچ تصمیمی می‌انجامد.

## تعریف
فلج تحلیلی زمانی است که ترس از ایجاد خطا یا ایجاد یک راه‌حل برتر، بر انتظارات واقع گرایانه یا ارزش بالقوه موفقیت در تصمیم‌گیری به موقع، بیشتر است. این عدم تعادل منجر به تصمیم‌گیری سرکوب‌شده در تلاش ناخودآگاه برای حفظ گزینه‌های موجود می‌شود. بیش از حد اختیارات می‌تواند وضعیت را از بین ببرد و موجب این «فلج» شود که باعث می‌شود کسی نتواند به نتیجه‌ای برسد. این مسئله می‌تواند به یک مشکل بزرگ‌تر در شرایط بحرانی تبدیل شود که در آن باید یک تصمیم به آن برسد، اما یک فرد قادر به ارائه سریع پاسخ به اندازه کافی نیست، به‌طور بالقوه باعث ایجاد یک مسئله بزرگ‌تر از آن چیزی می‌شود که آن‌ها تصمیم گرفته‌اند.

## پیشینه
دیکشنری انگلیسی آکسفورد می‌گوید که اولین کاربردهای «فلج تحلیلی» که در روزنامه تایمز یافت شده در دهه ۱۹۷۰ بوده‌است.
در مقاله‌ای که در ۱۹۷۰ منتشر شده، بر اساس یک سخنرانی در سال ۱۹۶۹ و آثار دیگر، سیلور و هکر نوشته‌اند:
گروه دوک از واژه فلج تحلیلی برای اشاره به این مفهوم استفاده کرده که اگر تا زمانی که به تمام پرسش‌ها پاسخ دهیم صبر کنیم و تمام مشکلات را حل کنیم قبل از اینکه به پرسنل مورد نیاز آموزش دهیم هرگز به یک راه حل دست نمی‌یابیم. تقاضای مصرانه برای بررسی و ارزیابی بیشتر و دقیق‌تر که توسط برخی افراد پیشنهاد شده تنها می‌تواند به عنوان دفاعی باشد برای افرادی که قصد ایجاد تغییر ندارند یا از تغییر می‌هراسند.

## توسعه نرم‌افزار
در توسعه نرم‌افزار غالبا فلج تحلیلی باعث می‌شود برنامه‌ریزی پروژه، استخراج نیازمندی‌ها، طراحی نرم‌افزار و مدل‌سازی داده بسیار طولانی‌تر شود در حالی که طی این مدت ارزش جدیدی ایجاد نمی‌شود.

## ورزش
فلج تحلیلی یک مشکل مهم و بحرانی در ورزشکاران است. فلج تحلیلی را می‌توان به صورت «ناتوانی در واکنش نسبت به افکار» تعریف کرد. فرد درگیر فلج تحلیلی ورزشی زمان خود را به‌جای صرف در انجام واکنش، مکرراً در عبارات پیچیدهٔ «چه باید بکنم» و بررسی احتمالات مختلف می‌گذراند و هدر می‌دهد.